# Paul Newby
Pour les articles homonymes, voir Newby.
Paul Newby est un karatéka britannique connu pour avoir remporté la médaille d'or en kumite individuel masculin moins de 60 kilos aux championnats du monde de karaté 2004 à Monterrey, au Mexique.

## Résultats
| Résultat | Date          | Épreuve                   | Catégorie | Compétition                | Ville hôte            |
| -------- | ------------- | ------------------------- | --------- | -------------------------- | --------------------- |
| [ 1 ]    | Novembre 2002 | Kumite individuel - 60 kg | Seniors   | Championnats du monde 2002 | Madrid, en Espagne    |
| [ 2 ]    | Mai 2004      | Kumite individuel - 60 kg | Seniors   | Championnats d'Europe 2004 | Moscou, en Russie     |
| [ 3 ]    | Novembre 2004 | Kumite individuel - 60 kg | Seniors   | Championnats du monde 2004 | Monterrey, au Mexique |